# Gianni De Berardinis
Gianni De Berardinis (Pescara, 19 dicembre 1955) è un disc jockey, chitarrista, conduttore radiofonico, presentatore televisivo, autore musicale e talent scout italiano.

## Biografia
Inizia la sua carriera nel 1975 a Radio Luna per cui conduce il programma Country rock and western music. Passa successivamente al microfono di Rai Radio per intervistare e promuovere gli artisti della RCA Italiana. Vince il concorso animatori di Radio Monte Carlo e diviene conduttore dell'emittente monegasca dove trasmette musica ed informazione in onde medie per circa 3 anni, conducendo Il gioco del milione, Rockland e il Concorso di Algida per voci nuove.
Viene reclutato da RaiUno per condurre lo show televisivo Discoring edizione 1981-1982, con Jocelyn Hattab ed Elisabetta Bartolomei.
Altri impegni televisivi sono:
- Popcorn a Canale 5 (con Claudio Cecchetto e Stefania Mecchia)
- Buona Domenica con Maurizio Costanzo, Simona Izzo, Enrico Lucherini, Matteo Spinola, Stefano Santospago
- La notte contro i razzismi per Rai 2 con Antonella Clerici e Gegè Telesforo
- Tournée per Rai 1 con Elisabetta Ferracini
- Caffè Italia per Odeon TV (il primo magazine interamente dedicato alla musica italiana) scritto e prodotto da Gianni De Berardinis.

E' produttore,autore,conduttore di "Radioattiva" 1998  un progetto innovativo "hybrid" tra radio e Tv (diretto da Marco Scalfi)
Ha composto canzoni e musica con Shel Shapiro, Kaballà, Claudio Guidetti, Massimo Bubola, Ronnie Jones, Patrizia Di Malta, Stefano Pulga, The Band of Jocks.
Nel corso della sua attività realizza interviste esclusive con David Bowie, David Gilmour, Robert Plant, B.B. King, Manhattan Transfer, Frank Sinatra, Neil Young, R.E.M. e altri. È Direttore artistico e conduttore del "Pigro Omaggio ad Ivan Graziani", e di "L'Isola in Collina" di Luigi Tenco a Ricaldone. Presenta "Acusticamente" alla Stazione Leopolda di Firenze, e il Festival "Recanati Forever" per 5 edizioni in Piazza Leopardi.
Produttore discografico con CGD Warner per KABALLA' (Petra lavica e Le vie dei canti per POLYGRAM dischi di Kaballà. Ha collaborato con Fiumanò Domenico Violi, e prodotto di l primo album di  Adolfo De Cecco.
Per Radio 24 conduce dal 2000 al 2000 Uomini di parola, un programma di approfondimento sulla canzone d'autore italiana ed internazionale all'interno del quale vengono anche trasmessi live  di unplugged ospiti dello show registrati durante le esterne dello show.
Il 30 giugno 2017 pubblica Priceless,il suo primo album da artista musicale, comprendente quattro brani originali scritti da Gianni e covers di artisti come The Cure, Jefferson Airplane, Neil Young e Blind Faith particolarmente significative.